# 杨弘 (东汉)
杨弘，生卒年不详，东汉末年人物，任袁术手下长史。

## 生平
杨弘是袁术手下，任长史。袁术死后，杨弘及大将军张勋率领袁术的残部打算投靠孙策，半路上遭到庐江太守刘勋的伏击，二人都被俘虏，财物被刘勋收缴。

## 艺术形象

### 小说
《三国演义》中杨弘误作为杨大将，为袁术手下长史。孙策袭取江东后，致书向袁术讨要玉玺，袁术回书推脱，并招杨弘、张勋、纪灵等前来商议对策，杨弘献计进攻刘备。后袁术败回淮南，派人向孙策借兵报仇不成，大怒想起兵讨伐孙策，杨弘力劝才让袁术打消念头。袁术被曹操、刘备、吕布和孙策四路诸侯围困于寿春时，杨弘建议坚守。

### 电子游戏
- 《三国杀》移动版实装的群势力杨弘有不俗的控场能力和辅助能力。